# Marquis (film)
"Marquis" is een Belgisch-Franse cultfilmkomedie uit 1989 door Henri Xhonneux, gebaseerd op het leven en de verhalen van Markies de Sade. Alle acteurs dragen dierenmaskers en hun stemmen zijn nagesynchroniseerd. Een paar scènes bestaan uit klei-animatie. De Franse cartoonist Roland Topor werkte mee aan het scenario en het design.
De Amerikaanse release had de verkoopleuze: "Een bizar verhaal van seks, lust en de Franse Revolutie."

## Plot
In het Frankrijk van vóór de Franse Revolutie schrijft de hond Markies De Sade in zijn cel in de Bastille. Daar voert hij gesprekken met zijn penis (die een gezicht heeft en naar de naam Colin luistert). Als Colin niet ligt te klagen over gebrek aan seksuele bevrediging, verkondigt hij impulsief allerlei filosofieën en levert kritiek op wat De Sade heeft neergeschreven. (De Sades vertellingen worden uitgebeeld in klei-animatiefilmpjes).
De Markies zit opgesloten omdat hij Justine (een vrouw met runderkop) zou hebben verkracht en zwanger gemaakt. Priester Don Pompero (met kamelenkop) en Gaetan De Preaubais (met hanengezicht) trachten verborgen te houden dat Justine eigenlijk door de Franse koning werd aangerand. Tegen de achtergrond van deze gebeurtenissen bereiden Franse opstandelingen een revolutie voor...

## Stemmen
| Acteur              | Personage                       |
| ------------------- | ------------------------------- |
| François Marthouret | Markies de Sade                 |
| Valérie Kling       | Colin                           |
| Michel Robin        | Ambert                          |
| Isabelle Wolfe      | Justine                         |
| Vicky Messica       | Don Pompero                     |
| René Lebrun         | Gaëtan De Preaubois / Bernardin |
| Nathalie Juvet      | Juliette                        |
| Bob Morel           | Pigonou                         |
| Roger Crouzet       | Lupino                          |

## Meer informatie
- (en)   Marquis in de Internet Movie Database